# Сокуле (Радинський повіт)
Сокуле (пол. Sokule) — село в Польщі, у гміні Конколевниця Радинського повіту Люблінського воєводства.
Населення — 90 осіб (2011).
У 1975-1998 роках село належало до Білопідляського воєводства.

## Демографія
Демографічна структура станом на 31 березня 2011 року:
|          | Загалом | Допрацездатний вік | Працездатний вік | Постпрацездатний вік |
| -------- | ------- | ------------------ | ---------------- | -------------------- |
| Чоловіки | 43      | 8                  | 27               | 8                    |
| Жінки    | 47      | 11                 | 20               | 16                   |
| Разом    | 90      | 19                 | 47               | 24                   |